# 高橋耕作
高橋 耕作（たかはし こうさく、1944年7月25日 - ）は、秋田県出身の元 競輪選手。日本競輪学校（以下、競輪学校）第25期生。

## 来歴
兄、高橋耕造（競輪学校第1期生）も元 競輪選手。
秋田県立大曲農業高等学校を経て日本大学に進学。同大学在籍時代の1964年、東京オリンピック・団体追抜に出場し11位。その後、競輪学校を経て日本競輪選手会東京支部所属の競輪選手となった。
1989年7月31日選手登録削除。